# Boot Configuration Data
Pour les articles homonymes, voir BCD.
Boot Configuration Data ou encore BCD, est un magasin stockant les informations de démarrage. Il est utilisé à partir de Windows Vista et remplace le boot.ini qui est utilisé par Windows XP.

## Présentation
Le magasin est stocké sur le volume système dans un fichier nommé \Boot\Bcd.
Il peut être modifié en utilisant une commande (bcdedit.exe) ou en utilisant des outils comme EasyBCD ou Visual BCD Editor
La liste des entrées contenues dans le magasin sont présentés par le Gestionnaire de démarrage Windows (bootmgr). Il peut contenir : 
- des options pour démarrer Windows Vista ou ultérieur en utilisant winload.exe ;
- des options pour relancer Windows Vista ou ultérieur après la mise en veille prolongée en utilisant winresume.exe ;
- des options pour démarrer Windows XP ou antérieur en utilisant NTLDR ;
- des options pour charger et exécuter un MBR.

On peut aussi ajouter des outils de diagnostics. Par défaut, bootmgr intègre juste memtest, pour tester la mémoire de l'ordinateur.